# Віднау
Віднау (нім. Widnau) — громада  в Швейцарії в кантоні Санкт-Галлен, виборчий округ Райнталь.

## Географія
Громада розташована на відстані близько 175 км на схід від Берна, 20 км на схід від Санкт-Галлена.
Віднау має площу 4,2 км², з яких на 67,5% дозволяється будівництво (житлове та будівництво доріг), 26,5% використовуються в сільськогосподарських цілях, 1,4% зайнято лісами, 4,5% не є продуктивними (річки, льодовики або гори).

## Демографія
2019 року в громаді мешкало 9756 осіб (+11,2% порівняно з 2010 роком), іноземців було 28,1%. Густота населення становила 2312 осіб/км².
За віковим діапазоном населення розподілялося таким чином: 20,8% — особи молодші 20 років, 63,2% — особи у віці 20—64 років, 16% — особи у віці 65 років та старші. Було 4129 помешкань (у середньому 2,3 особи в помешканні).
Із загальної кількості 5025 працюючих 16 було зайнятих в первинному секторі, 1472 — в обробній промисловості, 3537 — в галузі послуг.